# Movable Type
Movable Type（ムーバブル・タイプ、MT、エムティー）は、シックス・アパートが開発・提供する、ブログで用いられることの多いコンテンツ管理システム (CMS) 製品である。プラグイン機構により機能を拡張できることが特徴である。

## 概要
Movable Type バージョン1.0は、2001年10月8日にアメリカのサンフランシスコでリリースされた。ブログツールとして最も長い歴史をもつ製品のひとつである。
Movable Typeは主にPerlとPHPで書かれており、動作に必要なのはPerlのみとなっている。データストアにはリレーショナルデータベースを採用しており、MySQL、PostgreSQL、SQLiteなどに対応していたが、Movable Type 5からはMySQLのみ対応になった。
また、企業向けには別製品としてMovable Type Advancedが存在する。これはMovable Typeを基に、イントラネットでの利用を想定した大量のブログやユーザ、組織や権限などの管理、LDAP対応、Oracle DatabaseやMicrosoft SQL Serverといったエンタープライズ向けのデータベース対応などの追加機能を有償で提供するものである。
リリース当初は主に個人のブログツールとして利用者を拡大したが、後述する通りライセンス体系の変更が要因となり、現在は企業向けのCMSとしての中心が利用となっている。

## 歴史
バージョン 1.0 は 2001年10月にリリースされた。また、Movable Type 2.6は2003年2月13日にリリースされた。トラックバック機能はバージョン2.2で導入され、それ以来他の多くのブログシステムで採用されるようになる等、大きな影響を与えた。
2004年のバージョン3.0のリリースにより、ライセンス体系を変更し、無償利用に対する制限が強化された。これにより一部のユーザーからの批判を引き起こし、そうしたユーザーはオープンソースのブログツールであるWordPressに移行する結果となった。そうした事態を受けバージョン3.2のリリースですべてのライセンスレベルで制限無くブログを作成できる機能を復活し、Movable Type 3.3では、個人ユーザーライセンスを再び無料とした。
2007年12月12日にはライセンスをGPLに改変しオープンソース化するMTOS (Movable Type Open Source) プロジェクトが開始され、その開発用のコミュニティサイトとしてMovabletype.orgを再開した。MTおよびMTOSのソースコードに大きな差異はなく、機能的には全く同じものである。しかし、2013年7月10日にMovable Type 6が発表された時にMovable Type 6以降のMTOSの配布をしないことを発表し、プラグインなどはMIT Licenseに改変した。現時点で提供されているMTOS (Movable Type 5) は同じライセンスで提供される。
2009年6月には、Melodyと呼ばれるオープンソースのMovable TypeをフォークしたものがSix Apartの従業員や元従業員、その他のコンサルタントやボランティアで構成される非営利グループによって開始されたものの、2011年半ばに中止された。
これにより、2023年6月25日現在、
- MovableType.net（ウェブサービス型）
- Movable Type ソフトウェア版（インストール型）
- Movable Type クラウド版（マネージド・サービス）
- Movable Type AMI版（Amazon EC2 用）
- Movable Type 開発者ライセンス版（Movable Type 7）
- Movable Type 個人無償版

に分かれている。
なお、英語で活字による印刷の仕組みのことをmovable typeと呼ぶ。

## 主な機能
- ブログ記事の作成
- ウェブページの作成
- テンプレートエンジン（モジュールテンプレートによる作業効率化）
- フィードの提供
- トラックバック
- Atom出版プロトコルによる投稿
- 画像や動画、音声といったアイテムの管理
- 複数ブログの管理
- 複数ユーザと権限の管理
- タグやカテゴリによるブログ記事の管理
- OpenIDやTypeKeyなどの外部認証によるコメント投稿者の管理
- スタイルやウィジェットによるデザイン
- ブログ内の検索
- プラグイン